# Eduardo Pierri
Eduardo Pierri ist ein ehemaliger uruguayischer Fußballspieler.

## Verein
Der "el Flaco" genannte Pierri spielte mindestens 1975 bei River Plate Montevideo. Später stand er 1980 auch bei Peñarol Montevideo unter Vertrag. Dort kam er mindestens im Clásico am 11. Juni 1980 (2. Meisterschaftsspieltag) zum Einsatz und wurde bereits zwölf Minuten nach seiner Einwechslung vom Platz gestellt. Mit den Aurinegros gewann er in jener Saison die Liguilla, das Torneo Ciudad de Montevideo und das Torneo Colombes. In der Liga belegte man hinter Nacional und den Wanderers den dritten Rang. Auf seiner Position konkurrierte er dabei intern mit Juan Francisco Muhlethaler.

## Nationalmannschaft
Pierri gehörte auch der uruguayischen Junioren-Nationalmannschaft an, die 1975 an der Junioren-Südamerikameisterschaft in Peru teilnahm und den Titel gewann. Im Verlaufe des Turniers wurde von Trainer Walter Brienza sechsmal (kein Tor) eingesetzt. Im Finale, das Uruguay mit 3:1 nach Elfmeterschießen gewann, erzielte Pierri das zwischenzeitliche 2:0. 1976 wurde Pierri im Rahmen der in Recife ausgetragenen Qualifikationsspiele für die Olympischen Sommerspiele 1976 ebenfalls in der seinerzeit von Walter Brienza trainierten Auswahl Uruguays eingesetzt. Uruguay belegte bei diesem Qualifikationsturnier den Zweiten Platz hinter Brasilien. Entgegen den Regularien des IOC, die eine Teilnahme von Profispielern untersagten, wurden dabei seitens der uruguayischen Verantwortlichen Erstliga-Akteure aufgestellt. Daher entschieden das Nationale Olympische Komitee (COU) und der uruguayische Fußballverband Asociación Uruguaya de Fútbol (AUF) zur Vermeidung einer Sanktion auf die Teilnahme an den Olympischen Spielen zu verzichten.

## Erfolge
- Junioren-Südamerikameister 1975